# سیلندر هیدرولیک

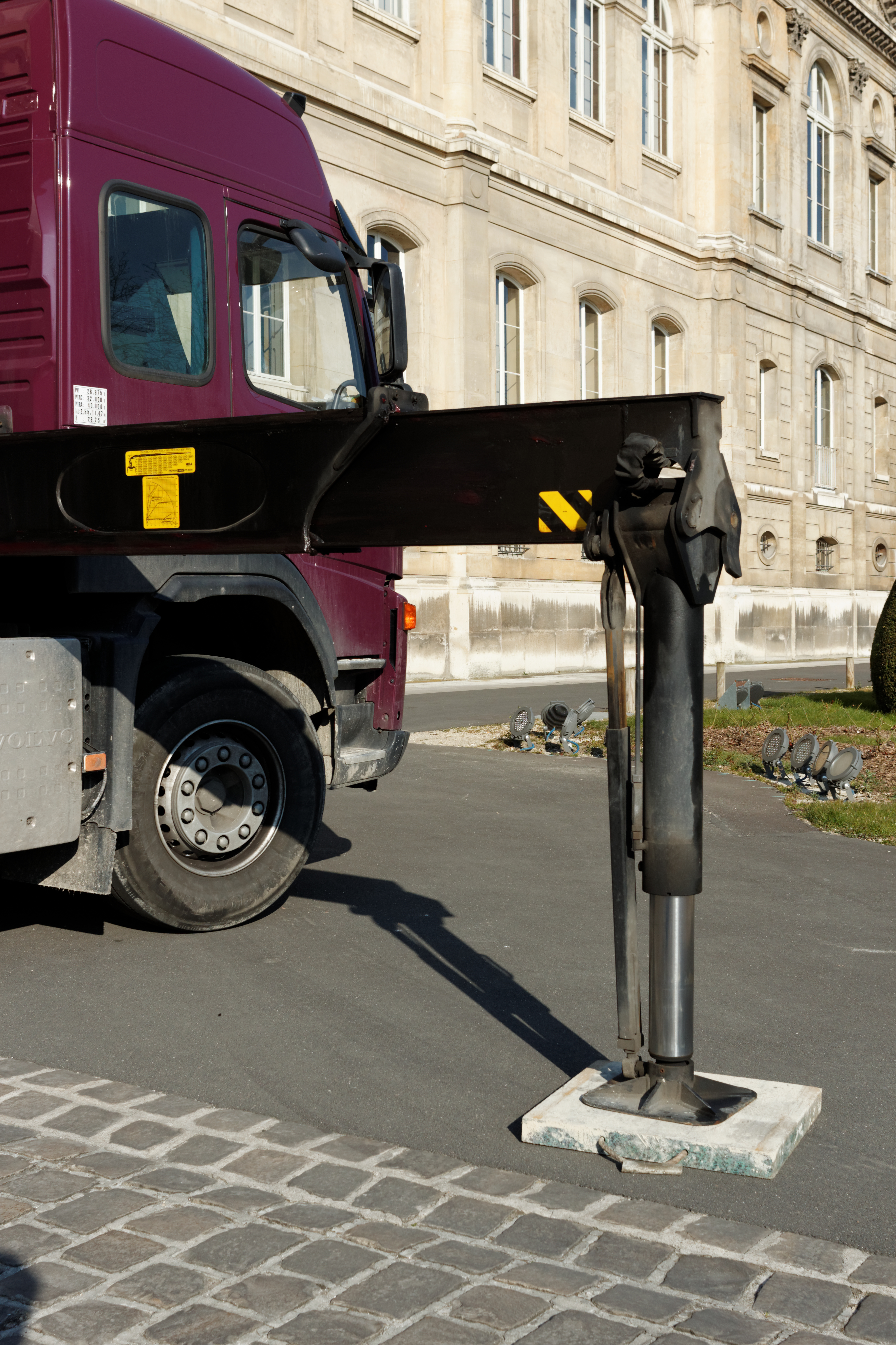
یک سیلندر هیدرولیکی در یک کامیون

سیلندر هیدرولیک (به انگلیسی: Hydraulic cylinder) وسیله‌ای است که توان سیال را به صورت حرکت خطی به توان مکانیکی تبدیل می‌کند. سیلندرهای هیدرولیکی عملگر خطی (به انگلیسی: Linear actuator) نیز نامیده می‌شوند. دیگر نوع عملگرها، موتورها هستند که حرکت دورانی تأمین می‌کنند و عملگر دورانی نامیده می‌شوند.

## یادکرد منابع
1. ↑  جانسون، ۲۶۴.
2. ↑  جانسون، ۵۳.
3. ↑  جانسون، ۵۳.